# Yang Zhu
Yang Zhu (chinesisch 楊朱 / 杨朱, Pinyin Yáng Zhū, W.-G. Yang Chu) war ein chinesischer Philosoph, der im 3. Jahrhundert v. Chr. gelebt haben soll. Über sein Leben ist wenig bekannt, da seine Lehren entweder nur mündlich weitergegeben wurden oder die Schriften verlorengingen. Er soll an einem Fürstenhof im Staate Wei um 300 v. Chr. gelebt haben. Das, was man über Yang Zhus Lehren weiß, stammt aus Quellen anderer Philosophen, insbesondere Liezi und Mengzi.
Yang Zhus Lehren stehen dem Daoismus nahe, besonders den Lehren Zhuangzis, jedoch lehnt er ethische Ordnungsprinzipien in der Welt und die Herrschaft des Himmels ab. Seine Philosophie war hauptsächlich hedonistisch geprägt, denn er lehrte, man solle dem Leben, welches sowieso nicht viel Angenehmes zu bieten habe, dieses wenige Angenehme in vollen Zügen abgewinnen und genießen und die eigene Natur mit ihren Wünschen und Trieben nicht unterdrücken.
Als sinnlos lehnt es Yang Zhu ab, nach irgendeiner Form von Jenseits zu streben, Staat und Gesellschaft verbessern zu wollen oder die Welt in eine bessere Ordnung bringen zu wollen. Gleichfalls sinnlos sei das Streben nach Reichtum und Ehre oder die Gründung von Familie und Zeugung von Nachkommen. Sinnvoll sei nur die Befriedigung der Sinne. Hier trat Yang Zhu jedoch für einen kontrollierten Genuss ein, da ein Übermaß an Sinnenfreude das Leben gefährde. Weisheit bestehe darin, zunächst einmal festzustellen, welche Wünsche der eigenen Natur abträglich und welche ihr zuträglich seien.